# Fuchsia tacanensis
Fuchsia tacanensis är en dunörtsväxtart som beskrevs av Cyrus Longworth Lundell. Fuchsia tacanensis ingår i släktet fuchsior, och familjen dunörtsväxter. Inga underarter finns listade i Catalogue of Life.